# Министарство за туризам и антиквитете Египта
Министарство за туризам и антиквитете (арап. وزارة السياحة والآثار) египатска је државна институција које се бави заштитом и очувањем наслеђа и древне историје Египта.

## Историја
Министарство је формирано 2011. године од ранијег Врховног савета за антиквитете током владавине председника Хоснија Мубарака. Подређено је премијеру Египта.
Пљачкаши гробова вековима су пљачкали древне египатске гробнице. Током година хиљаде украдених предмета враћено је у Египат. Крајем 2016. године, министарство је откупило и репатрирало две од четири лампе, из исламске ере, украдене 2015. године. Антропоидни сандук израђен у дрвету у лику бога Озириса, који је био сакривен у намештају и испоручен за Кувајт, враћен је 2018. године Министарству за антиквитете.
У децембру 2019. египатска влада је спојила министарства за антиквитете и туризам у једно, Министарство за туризам и антиквитете. 

## Министри
- Захи Хавас (31. јануар 2011 — 3. март 2011)[5][6][7]
- Мохамед Ибрахим Али (2011—2013))[8][9]
- Мамдух ел Дамати (јун 2014 — март 2016)[10][11]
- Халед ел Енани (23. март 2016 — данас)[12]

## Пројекти
Од 2009. до 2014. године Министарство је заједно са Гетијевим институтом за конзервацију управљало и радило на конзервацији гробнице Тутанкамона.

## Циљеви
Садашњи министар, Халед ел Енани, изјавио је да ће се посветити решавању буџетског дефицита министарства, да би се наставило финансирање одложених пројеката. Mинистарство редовно објављује најновија археолошка открића на друштвеним мрежама да би оживео туристички сектор.